# Governo Ungureanu
Il governo Ungureanu è stato il quattordicesimo esecutivo della Repubblica di Romania dopo la rivoluzione romena del 1989, il terzo della VI legislatura.

## Cronologia del mandato
Il 9 febbraio 2012, a seguito delle dimissioni di Emil Boc, il presidente Traian Băsescu affidò all'allora capo dei servizi segreti Mihai Răzvan Ungureanu l'incarico di formare il nuovo governo, così da evitare le elezioni anticipate. Il 27 aprile 2012, l'esecutivo rassegnò le dimissioni a seguito dell'approvazione di una mozione di sfiducia presentata dall'Unione Social-Liberale (USL).

## Appoggio parlamentare e composizione
Il governo Ungureanu fu sostenuto dalla stessa ampia coalizione che aveva dato il proprio appoggio anche al governo Boc II. Essa comprendeva il Partito Democratico Liberale (PD-L) (centro-destra), Unione Democratica Magiara di Romania (UDMR) (rappresentante della minoranza ungherese) e Unione Nazionale per il Progresso della Romania (UNPR) (centro-sinistra).
Insieme la maggioranza disponeva di 156 deputati su 330 (pari al 47,2% dei seggi alla camera dei deputati della Romania) e di 66 senatori su 137 (pari al 48,1% dei seggi al senato della Romania).
| Carica                                                                | Titolare | Titolare                                                     | Partito      |
| --------------------------------------------------------------------- | -------- | ------------------------------------------------------------ | ------------ |
| Primo ministro                                                        |          | Mihai Răzvan Ungureanu                                       | Indipendente |
| Vice Primo ministro                                                   |          | Béla Markó                                                   | UDMR         |
| Ministro della giustizia                                              |          | Cătălin Predoiu                                              | Indipendente |
| Ministro della difesa nazionale                                       |          | Gabriel Oprea                                                | UNPR         |
| Ministro della cultura e del patrimonio nazionale                     |          | Hunor Kelemen                                                | UDMR         |
| Ministro dell'agricoltura e dello sviluppo rurale                     |          | Stelian Fuia                                                 | PD-L         |
| Ministro della salute                                                 |          | Ladislau Ritli                                               | UDMR         |
| Ministro degli affari esteri                                          |          | Cristian Diaconescu                                          | UNPR         |
| Ministro dell'economia, del commercio e delle imprese                 |          | Lucian Bode                                                  | PD-L         |
| Ministro delle finanze pubbliche                                      |          | Bogdan Drăgoi                                                | PD-L         |
| Ministro del lavoro, della famiglia e della protezione sociale        |          | Claudia Boghicevici                                          | PD-L         |
| Ministero dell'ambiente e delle foreste                               |          | László Borbély (fino al 5 aprile 2012)                       | UDMR         |
| Ministero dell'ambiente e delle foreste                               |          | Mihai Răzvan Ungureanu (ad interim; dal 5 al 10 aprile 2012) | Indipendente |
| Ministero dell'ambiente e delle foreste                               |          | Attila Korodi (dal 10 aprile 2012)                           | UDMR         |
| Ministro dei trasporti e delle infrastrutture                         |          | Alexandru Nazare                                             | PD-L         |
| Ministro dell'amministrazione e degli interni                         |          | Gabriel Berca                                                | PD-L         |
| Ministro dell'educazione, della ricerca, della gioventù e dello sport |          | Cătălin Baba                                                 | PD-L         |
| Ministro dello sviluppo regionale e del turismo                       |          | Cristian Petrescu                                            | PD-L         |
| Ministro delle comunicazioni e della società dell'informazione        |          | Răzvan Mustea-Șerban                                         | PD-L         |
| Ministro degli affari europei                                         |          | Leonard Orban                                                | Indipendente |